# While(1 Is Less than 2)
while(1<2) je sedmé studiové album kanadského producenta Deadmau5e. Bylo celosvětově vydáno 17. června 2014.
Hodně songů z alba bylo na Joelově SoundCloudu předtím, než je smazal na začátku roku 2014.
7. ledna 2014 oznámil Deadmau5 na svém twitteru, že jeho nadcházející sedmé album je hotovo. Také oznámil, že je to dvojalbum, obsahuje kontinuální mix pro každý ze dvou disků a kromě těchto dvou mixů obsahuje 25 songů. 10. května byl skrze jeho odběrovou službu live.deadmau5.com oficiálně odhalen název while(1<2) a data vydání digitální i fyzické CD verze.
Název alba odkazuje na příkaz různých programovacích jazyků, a znamená "opakovat do nekonečna".

## Seznam skladeb
| Disk 1         | Disk 1                                              | Disk 1  |
| Pořadí         | Název                                               | Délka   |
| -------------- | --------------------------------------------------- | ------- |
| 1.             | Avaritia                                            | 6:42    |
| 2.             | Coelacanth I                                        | 2:46    |
| 3.             | Ice Age (by How to Destroy Angels) (deadmau5 Remix) | 6:51    |
| 4.             | My Pet Coelacanth                                   | 8:15    |
| 5.             | Infra Turbo Pigcart Racer                           | 9:36    |
| 6.             | Terrors in My Head                                  | 8:37    |
| 7.             | Creep                                               | 5:37    |
| 8.             | Somewhere Up Here                                   | 5:10    |
| 9.             | Phantoms Can't Hang                                 | 9:15    |
| 10.            | Gula                                                | 6:56    |
| 11.            | while(1<2) (Part 1)                                 | 1:07:12 |
| Celková délka: | Celková délka:                                      | 2:16:58 |

| Disk 2         | Disk 2                                            | Disk 2  |
| Pořadí         | Název                                             | Délka   |
| -------------- | ------------------------------------------------- | ------- |
| 1.             | Acedia                                            | 6:25    |
| 2.             | Invidia                                           | 3:16    |
| 3.             | Errors in My Bread                                | 5:17    |
| 4.             | Survivalism (by Nine Inch Nails) (deadmau5 Remix) | 3:37    |
| 5.             | Silent Picture                                    | 3:38    |
| 6.             | Rlyehs Lament                                     | 4:48    |
| 7.             | Superbia                                          | 2:14    |
| 8.             | Mercedes                                          | 9:38    |
| 9.             | Bleed                                             | 4:00    |
| 10.            | Ira                                               | 2:38    |
| 11.            | Monday                                            | 3:45    |
| 12.            | A Moment to Myself                                | 3:28    |
| 13.            | Pets                                              | 7:31    |
| 14.            | Coelacanth II                                     | 2:36    |
| 15.            | Seeya (featuring Colleen D'Agostino)              | 6:40    |
| 16.            | while(1<2) (Part 2)                               | 1:03:41 |
| Celková délka: | Celková délka:                                    | 2:13:12 |

## Historie vydání
| Region      | Datum           | Formát     | Vydavatelství                  |
| ----------- | --------------- | ---------- | ------------------------------ |
| Celosvětově | 17. června 2014 | ke stažení | mau5trap, EMI Music Publishing |
| Celosvětově | 24. června 2014 | CD         | mau5trap, EMI Music Publishing |